# Кравня
Кравня (бел. Краўня) — деревня в Браславском районе Витебской области. Входит в состав Слободковского сельсовета.

## География
Деревня находится между озерами Войсо и Недрово. Соединена дорогой с деревнями Заречье и Устье.

## История
В 1921—1945 годах деревня входила в состав Браславского уезда Виленского воеводства Польской Республики.

## Население
- 1921 год — 71 житель, 14 дворов[2];
- 1931 год — 85 жителей, 14 дворов[3];
- 1999 год — 12 жителей;
- 2010 год — 1 житель.